# Felttoget i Nordafrika
Felttoget i Nordafrika fandt sted i Nordafrika under 2. verdenskrig fra 10. juni 1940 til 16. maj 1943. Felttoget omfattede flere slag udkæmpet i den libyske og den egyptiske ørken – Ørkenkrigen – i Marokko og Algeriet (Operation Torch) og i Tunesien – Felttoget i Tunesien.
Kampene blev udkæmpet mellem de Allierede og Aksemagterne i 2. verdenskrig. I begyndelsen kæmpede italienske styrker mod kampenheder fra det britiske imperium og eksilstyrker fra en række europæiske lande. Allerede i 1941 blev også tyske styrker involveret, og efter at USA gik aktivt ind i 2. verdenskrig i slutningen af 1941, begyndte det også at yde direkte militær støtte i Nordafrika fra den 11. maj 1942.
Kampene i Nordafrika indledtes med Kongeriget Italiens krigserklæring mod de allierede den 10. juni 1940. Den 14. juni krydsede den britiske hærs 11. husarregiment med støtte fra dele af 1. Royal Tank Regiment grænsen til Libyen og erobrede det italienske Fort Capuzzo. Dette blev efterfulgt af en italiensk offensiv ind i Egypten, og derefter i december 1940 af en Commonwealth-modoffensiv, Operation Compass. Under denne operation blev den 10. italienske Armé nedkæmpet. Det tyske Afrikakorps under general (senere feltmarskal) Erwin Rommel blev sendt til Nordafrika for at stive de italienske styrker af og forhindre et fuldstændigt nederlag til aksemagterne.
Der fulgte en række slag om kontrollen med Libyen og dele af Egypten. Højdepunktet var det Andet slag om el-Alamein, hvor styrker fra det britiske Commonwealth under kommando af generalløjtnant Bernard Montgomery fik en afgørende sejr over aksestyrkerne og tvang dem tilbage mod Tunesien. I slutningen af 1942 foretog de allierede, under kommando af general Dwight D. Eisenhower, landgang i Marokko og Algeriet i Operation Torch. Herefter fulgte kampe mod tropper fra Vichy Frankrig og derefter en fremrykning mod Tunesien, hvor aksestyrkerne efter hårde kampe mod vest og syd blev omringet i det nordlige Tunesien og tvunget til at overgive sig i maj 1943.
Ved at tvinge aksemagterne til at kæmpe på en Anden front i Nordafrika gav de vestallierede nogen aflastning til Sovjetunionen, som kæmpede mod aksemagterne på Østfronten. De allierede blev i høj grad hjulpet af, at det britiske efterretningsvæsen havde knækket de tyske koder og således var i stand til at tyde den tyske radiokommunikation (Ultra).

## Kampagnen i Den vestlige Ørken
Kampagnen i Nordafrika var strategisk vigtig for både de allierede og for aksemagterne. De allierede brugte kampagnen som et skridt på vejen mod en anden front mod aksemagterne i "Festung Europa", og den bidrog til at mindske presset på Østfronten.
Aksemagterne havde planer om at dominere Middelhavet ved at få kontrol over Gibraltar og Suez-kanalen og planlagde at følge op på en vellykket kampagne i Nordafrika med et angreb nordpå til de rige oliefelter i Mellemøsten. Dette ville have afskåret de allieredes nærliggende olieforsyninger og have forøget aksemagternes olieforsyninger dramatisk.
Den 13. september 1940 igangsatte den italienske 10. Armé i Libyen en offensiv med 200.000 tropper ind i det britiske protektorat Egypten. Her opstillede italienerne defensive forter ved Sidi Barrani; men den italienske general Graziani, som stort set var uden efterretninger om de allierede styrkers tilstand der, valgte ikke at fortsætte længere i retning af Cairo.
De allierede styrker var kraftigt i undertal, 36.000 mand mod 200.000. Alligevel igangsatte de en modoffensiv i slutningen af 1940 i Operation Compass. Det var en større succes end ventet, og resulterede i nedkæmpelsen af det meste af den italienske 10. Armé og fremrykning af de allierede styrker til El Agheila. Det chokerende nederlag førte til, at friske italienske tropper under ledelse af Uldo Capzoni blev sendt til Libyen sammen med det tyske Afrikakorps under general Erwin Rommel. Samtidig trak de allierede styrker, som netop havde besejret italienerne, sig tilbage fra den vestlige ørken. En australsk infanteridivision rykkede til Grækenland for at forstærke de græske armeer, som kæmpede mod aksemagternes invasion af Grækenland, mens den 7. panserdivision, som var sendt til Nildeltaet for at blive genudrustet, blev erstattet af to uerfarne og svækkede divisioner.
Selv om Rommel kun havde fået ordre til at holde stand, blev en pansret rekognoscering snart til en fuld offensiv fra El Agheila i marts 1941, som med undtagelse af Tobruk fik presset de allierede tilbage til Egypten, således at begge sider stort set var tilbage, hvor de var startet.
De allierede styrker iværksatte et lille og mislykket angreb, Operation Brevity, i et forsøg på at presse aksestyrkerne tilbage over grænsen. Herefter fulgte en større, og ligeledes mislykket, offensiv, Operation Battleaxe med det mål at undsætte Tobruk.
Under det efterfølgende dødvande reorganiseredes de allierede styrker. Archibald Wavell blev efterfulgt som øverstkommanderende i Mellemøsten af Claude Auchinleck. Samtidig blev hæren i den vestlige ørken Western Desert Force forstærket med et yderligere korps i form af den britiske 8. Armé. Denne armé bestod på daværende tidspunkt af styrker fra Storbritannien, Australien, Indien, New Zealand og Sydafrika foruden en brigade af Frie franske styrker under ledelse af Marie-Pierre Koenig. Den nye styrke iværksatte i november 1941 en offensiv, Operation Crusader, og havde i januar 1942 generobret alt det territorium, som kort tid inden var blevet taget af tyskerne og italienerne. Frontlinjen lå nu igen ved El Agheila.
Efter at have modtaget forsyninger og forstærkninger fra Tripoli angreb aksestyrkerne igen og besejrede de allierede ved Gazala i juni. Herefter erobrede de Tobruk og pressede den 8. Armé tilbage over den egyptiske grænse, inden de blev stoppet 150 kilometer fra Alexandria i det Første slag om el-Alamein.
General Claude Auchinleck, som personligt havde overtaget kommandoen over 8. Armé efter nederlaget ved Gazela, blev fyret og erstattet af general Harold Alexander. Generalløjtnant William Gott fik kommandoen over 8. Armé, men blev dræbt, mens han var undervejs for at overtage kommandoen. Han blev erstattet af generalløjtnant Bernard Montgomery.
Aksestyrkerne gjorde et nyt forsøg på at bryde igennem til Cairo i slutningen af juni i Slaget ved Alam el Halfa, men blev presset tilbage. Efter en periode med opbygning og træning iværksatte 8. Armé i slutningen af oktober og begyndelsen af november 1942 en storoffensiv, som afgørende besejrede de tysk-italienske styrker i det Andet slag om el-Alamein. Briternes 8. Armé pressede aksestyrkerne mod vest og erobrede Tripoli i midten af januar 1943. I februar stod 8. Armé over for en tysk-italiensk panserarmé ved Mareth-linjen i Tunesien og kom under kommando af general Harold Alexander's 18. Armégruppe i den afsluttende fase af krigen i Nordafrika – Felttoget i Tunesien.

## Operation Torch
Operation Torch blev indledt den 8. november 1942 og var afsluttet den 11. november. I et forsøg på at presse aksestyrkerne fra to sider blev allierede styrker fra USA og det britiske Commonwealth landsat i det vichy-franske Fransk Nordafrika. Man antog, at de kun ville møde beskeden modstand. De vichy-franske styrker gjorde dog kraftig modstand mod de allierede ved Oran og i Marokko, men ikke i Algier. Årsagen var et kup begået den 8. november af den franske modstandsbevægelse. Ved kuppet lykkedes det, forud for den allierede landgang, at neutralisere det franske 19. Korps og tage de vichy-franske kommandører til fange. Som følge heraf mødte landgangen stort set ingen modstand i Algier, og byen blev erobret den første dag. Efter tre dages forhandlinger og trusler tvang generalerne Mark Clark og Eisenhower den vichy-franske admiral François Darlan (og General Alphonse Juin) til at beordre de franske styrker til at indstille den væbnede modstand i Oran og Marokko. Det skete den 10 og 11. november på betingelse af, at Darlan blev leder af den Frie franske administration.
Efter de allieredes landgang i Nordafrika besluttede tyskerne at besætte Vichy-Frankrig (Fall Anton). Hertil kom, at dele af den franske flåde i Toulon blev overtaget af italienerne. Dog havde skibenes besætninger forinden haft held til at sænke hovedparten af flåden for at forhindre skibene i at falde i hænderne på aksemagterne. I Nordafrika sluttede den vichy-franske hær sig til de allierede (se Frie franske styrker).

## Felttoget i Tunesien
17. november 1942 – 13. maj 1943.
Efter landsætningerne i Operation Torch i begyndelsen af november 1942 indledte tyskerne og italienerne en opbygning af tropper i Tunesien for at udfylde tomrummet efter de vichy-franske tropper, der var blevet trukket tilbage. I denne svaghedsperiode besluttede de allierede sig for ikke at rykke hurtigt ind i Tunesien, mens de kæmpede med de vichy-franske autoriteter. Mange af de allierede soldater måtte bruges som besættelsesstyrker på grund af den usikkerhed, der var omkring de vichy-franske styrker og deres planer.
Fra midten af november kunne de allierede rykke ind i Tunesien, men kun med en enkelt division. I begyndelsen af december var en styrke bestående af den britiske 78. infanteridivision og elementer af den amerikanske 1. panserdivision trængt frem til omkring 30 kilometer fra Tunis by. På det tidspunkt havde aksemagterne overført en tysk og fem italienske divisioner fra Europa for at forstærke forsvarerne. De allierede blev knust.
Den efterfølgende vinter fulgte en periode med dødvande, mens begge sider fortsatte med at opbygge deres styrker. I begyndelsen af det nye år blev den allierede styrke til Første amerikanske Armé, med to britiske, seks amerikanske og et fransk korps, foruden soldater fra andre allierede nationer.
I anden halvdel af februar havde Rommel og von Arnim nogen succes i det østlige Tunesien mod styrker fortrinsvis bestående af det relativt uerfarne franske og amerikanske korps, mest bemærkelsesværdigt ved at slå 2. amerikanske korps, under kommando af Lloyd Fredendall på flugt i slaget ved Kasserine passet.
I begyndelsen af marts var den britiske 8. Armé, som rykkede frem langs den nordafrikanske kyst, nået frem til den tunesiske kyst. Rommel og von Arnim befandt sig nu under pres fra to sider. Den britiske 8. Armé knuste i slutningen af marts aksemagternes forsvarsstilling i Mareth-Linjen. Samtidig igangsatte 1. Armé i midten af april deres hovedoffensiv i det centrale Tunesien for at presse aksestyrkerne og få deres modstand i Afrika til at bryde sammen. Aksestyrkerne overgav sig den 13. maj 1943, og over 275.000 blev taget til fange. Selv om det lykkedes et stort antal aksetropper at undslippe fra Tunesien, var der med de mange tilfangetagne tale om et stort tab af erfarne tropper, som reducerede aksemagternes militære formåen betydeligt. Nederlaget førte til, at alle italienske kolonier i Afrika blev erobret.

## Afslutning
Efter de allieredes sejr i Nordafrika var scenen sat for Felttoget i Italien. Den allierede invasion af Sicilien fulgte to måneder senere.

## Fodnoter
1. ↑  Playfair, Volume IV, p. 460. USA's fra 12. november 1942
2. ↑  Feldgrau website. "Feldgrau Statistics and Numbers". Arkiveret fra originalen 26. marts 2017.
3. ↑  Playfair, Volume IV, p. 460. Antal fangne vedrører kun kampene i Tunesien
4. ↑  Brigadier C. N. Barclay, British Army (Retired). "GI - World War II Commemoration". Arkiveret fra originalen 12. juni 2008.
5. 1 2  "BBC – History – Animations – Animated Map: The North African Campaign". Arkiveret fra originalen 20. december 2008. Hentet 15. november 2008.
6. ↑  Se Operation Torch

## Eksterne links
- BBC's flash video af Kampagnen i Nordafrika Arkiveret 7. august 2011 hos  Wayback Machine
- Tidslinje over kampagnen i Nordafrika Arkiveret 15. juni 2011 hos  Wayback Machine
- De vigtigste steder i kampagnen i Nordafrika
  - Spartacus Educational website: Desert WarArkiveret 9. april 2009 hos  Wayback Machine
  - John, Paul (1997). "World War II Study - Case Study North Africa". Arkiveret fra originalen 26. februar 2012. Hentet 15. november 2008.
  - Zabecki, David T. (2000). "Battlefield North Africa: Rommel's Rise And Fall". Military.com World War II. Arkiveret fra originalen 12. juli 2013. Hentet 15. november 2008.
  - Barclay, Brigadier C.N. "Mediterranean Operations". The Story of World War II (Encyclopedia Americana). Grolier Online. Arkiveret fra originalen 12. juni 2008. Hentet 15. november 2008.
- Canadian World War 2 Online Newspaper Archives – The North African Campaigns, 1940-1943 Arkiveret 2. marts 2008 hos  Wayback Machine
- Redoubt Fortress Museum Arkiveret 18. juni 2011 hos  Wayback Machine Hjem for General Hans-Jürgen von Arnim's Stabsvogn
- Eastbourne Redoubt Arkiveret 28. marts 2007 hos  Wayback Machine
- The Royal Sussex Regimental Association  Arkiveret 30. august 2014 hos  Wayback Machine
- AFRIKAKORPS.org/AANA Research Group Arkiveret 15. januar 2008 hos  Wayback Machine